# Polygala arillata
Polygala arillata är en jungfrulinsväxtart som beskrevs av Buch.-ham. och David Don. Polygala arillata ingår i släktet jungfrulinssläktet, och familjen jungfrulinsväxter.

## Underarter
Arten delas in i följande underarter:
- P. a. chartacea
- P. a. laevicarpa
- P. a. ovata
- P. a. purpurascens
- P. a. revoluta